# COS B
COS B (Celestial Observation Satellite) je družice se stabilizovanou rotací 10 otáček za minutu, určená pro detekci γ záření s energií 25-1 000 MeV.

## Další údaje
Byla vypuštěná z amerického kosmodromu Western Test Range dne 9. srpna 1975 na dráhu s perigeem 442 km, apogeem 99 002 km, sklonem 90,3 ° a oběžnou dobou 2 203,9 min. Hmotnost 277,5 kg. Sestavila ji evropská agentura ESA. V katalogu COSPAR byla označena 1975-072A.